# Platydictya
Platydictya es un género de musgos hepáticas perteneciente a la familia Amblystegiaceae. Comprende 14 especies descritas y de estas, solo 10 aceptadas:

## Taxonomía
El género fue descrito por Miles Joseph Berkeley y publicado en Handbook of British Mosses 145. 1863. La especie tipo es: Platydictya sprucei (Bruch) Berk.

## Especies aceptadas
A continuación se brinda un listado de las especies del género Platydictya aceptadas hasta junio de 2013, ordenadas alfabéticamente. Para cada una se indica el nombre binomial seguido del autor, abreviado según las convenciones y usos.
- Platydictya baicalensis (Ignatov & Ochyra) Hedenas & N. Pedersen
- Platydictya confervoides (Brid.) H.A. Crum
- Platydictya densissima (Cardot) H. Rob.
- Platydictya fauriei (Cardot) Z. Iwats. & Nog.
- Platydictya jungermannioides (Brid.) H.A. Crum
- Platydictya madurensis (Cardot & P. de la Varde) R.S. Chopra
- Platydictya minutissima (Sull. & Lesq.) H.A. Crum
- Platydictya sinensi-subtilis (Müll. Hal.) Redf. & B.C. Tan
- Platydictya subtilis (Hedw.) H.A. Crum
- Platydictya yuennanensis (Broth.) Redf. & B.C. Tan